# Stercorarius
Stercorarius is een geslacht van vogels uit de familie jagers (Stercorariidae). Het geslacht telt zeven soorten.

## Soorten
- Stercorarius antarcticus – Subantarctische grote jager
- Stercorarius chilensis – Chileense grote jager
- Stercorarius longicaudus – Kleinste jager
- Stercorarius maccormicki – Zuidpooljager
- Stercorarius parasiticus – Kleine jager
- Stercorarius pomarinus – Middelste jager
- Stercorarius skua – Grote jager